# Umi Monogatari – Anata ga Ite Kureta Koto
Umi Monogatari – Anata ga Ite Kureta Koto (jap. うみものがたり 〜あなたがいてくれたコト〜) ist eine vom Studio Zexcs produzierte Anime-Fernsehserie, die erstmals im Juni 2009 im japanischen Fernsehen gezeigt wurde.
Der Anime ist eine Adaption von San’yō Bussans Pachinko-Spielereihe Umi Monogatari (海物語), häufig auch als Sea Story bezeichnet.

## Handlung
Der Anime erzählt die Geschichte der „reinen Schwestern“ Marin (マリン) und Urin (ウリン), die im Meer zusammen mit ihrer Familie bei den Fischen leben. Währenddessen überwirft sich Kanon Miyamori (宮守 夏音) mit ihrer Liebe und wirft dessen Geschenk, einen schönen Ring, ins Meer. Dieser wird zufällig von Marin aufgefangen, die darauf beschließt, die Welt oberhalb des Meeres zu besuchen. Dabei folgt ihr ihre Schwester Urin und beiden gelingt es zufällig, Kanon zu finden, die den Ring zugleich wieder frustriert wegwirft, als sie ihren Freund mit einem vermeintlich anderen Mädchen auf einem gerade veranstalteten Fest bemerkt. Erneut nach dem Ring suchend, verlieren sich Marin und Urin aus den Augen. Als es dunkel wird und beide von einem Feuerwerk erschreckt werden, da sie so etwas zum ersten Mal gesehen haben, stößt Urin auf eine Grabstätte, deren Verschluss sie öffnet, als sie versucht, an den gefundenen Ring heranzukommen. Dabei entweicht eine der versiegelten Hälften von Sedna, deren zweite Hälfte unter dem Meer versiegelt ist. Kurz darauf erwacht auch die alte Schildkröte Matsumoto, die sich in weiser Voraussicht bis zu jenem Tage versteinert hatte.
Infolge des Aufeinandertreffens zwischen Marin und Matsumoto müssen bei feststellen, dass Marin die „Priesterin des Meeres“ ist, die nur zusammen mit der „Priesterin der Luft“ Sedna wieder versiegeln kann. Die starke negative Aura von Kanon, die zunächst davon ablenkt, dass sie die zweite Priesterin ist lockt jedoch schnell einen ersten Feind an, den schließlich beide zusammen besiegen können.

## Entstehung und Veröffentlichung
Die Fernsehserie wurde im japanischen Animationsstudio Zexcs unter der Regie des bekannten Regisseurs Junichi Sato produziert, der zuvor bei Produktionen wie Kaleido Star oder Sailor Moon diese Funktion übernahm. Die ursprüngliche Geschichte auf die der Anime basiert wurde von Toshihiko Tsukiji geschrieben. Das Charakterdesign wurde von Haruko Iizuka entworfen. Die künstlerische Leitung übernahm Shichiro Kobayashi, der auch diese Funktion schon in vielen früheren Werken übernahm. Die Musik, welche die Szenen begleitete, wurde von Ken Muramatsu geschrieben.
Die Serie wurde vom 24. Juni bis 16. September 2009 in 12 Folgen auf dem japanischen Fernsehsender CBC erstmals im wöchentlichen Rhythmus erstausgestrahlt. Weitere Übertragungen folgten währenddessen im Abstand von wenigen Tagen bis mehreren Wochen auf Sendern wie TBS, MBS, RKB, HBC, TBC, SBS, RCC und AT-X.

### Synchronisation
| Rolle | japanischer Sprecher (Seiyū) |
| ----- | ---------------------------- |
| Marin | Kana Asumi                   |
| Kanon | Minako Kotobuki              |
| Urin  | Yui Horie                    |

### Musik
Im Vorspann wurde eine Kurzfassung des Titels violet von marble verwendet. Den Abspann bildete der Titel Tōmei na Inori (透明な祈り) von Masumi Itō.